# 642 TCN
642 TCN là một năm trong lịch La Mã.